# Christa Luding-Rothenburger
Christa Luding-Rothenburger, geborene Christa Rothenburger (* 4. Dezember 1959 in Weißwasser/Oberlausitz), ist eine ehemalige DDR-Eisschnellläuferin und Radsportlerin, die in den 1980er Jahren in beiden Sportarten zur Weltspitze gehörte. Im Eisschnelllauf komplettierte sie zusammen mit der Allrounderin Karin Kania (geb. Enke) und den Langstreckenspezialistinnen Andrea Schöne (Ehrig) und Gabi Zange (Schönbrunn) die andauernde Erfolgsbilanz der DDR-Läuferinnen und sicherte deren Dominanz auf den Kurzstrecken ab, die erst Ende der 1980er Jahre von der US-Amerikanerin Bonnie Blair durchbrochen werden konnte. Parallel dazu war Christa Rothenburger als Radsportlerin im Sprint auf der Bahn über Jahre hinweg ohne nationale Konkurrenz und konnte auch hier internationale Erfolge vorweisen. 1988 gewann sie innerhalb eines Kalenderjahres sowohl bei Winter- als auch bei Sommerspielen olympisches Edelmetall. Keinem anderen Athleten ist dieses gelungen. In der Tageszeitung „Dresdner Neueste Nachrichten“ wurde sie im Jahre 2000 zu einer der „100 Dresdner des 20. Jahrhunderts“ gewählt.

## Eisschnelllauf

### Karriere
Christa Rothenburgers internationale Karriere begann Anfang 1979 mit einem dritten Platz bei der Sprint-Weltmeisterschaft. Nachdem sie 1980 einen erneuten Podestplatz nur knapp verpasst hatte, musste sich Rothenburger bei den anschließenden Olympischen Spielen mit bescheidenen Platzierungen (12./500 Meter; 18./1000 Meter) begnügen. Auch bei den beiden Sprint-WM-Austragungen 1981 und 1982 blieb die Dresdnerin ohne Edelmetall.
Obwohl sie von ihrem Sprintvermögen ebenbürtig war und bereits 1981 auf beiden Einzelstrecken sowie im Vierkampf neue Weltrekorde aufstellte, konnte sie sich vorerst nicht aus dem Schatten ihrer Klubkameradin und Serienweltmeisterin Karin Kania lösen. Auch bei Rothenburgers zweitem WM-Bronze-Gewinn 1983 wurde dies wiederholt deutlich, als Kania ihren mittlerweile dritten Sprint-WM-Titel errang.
Bei den Olympischen Winterspielen 1984 gelang Christa Rothenburger der Durchbruch, als sie nicht nur die Goldmedaille über 500 Meter gewann, sondern auch erstmals Karin Kania in einem großen Wettkampf bezwingen konnte. Ein Jahr später folgte für Rothenburger das erste Gold bei der Sprint-Weltmeisterschaft, allerdings in Abwesenheit von Titelverteidigerin Kania, die wenige Wochen zuvor Mutter geworden war. Diese stellte nach ihrer Rückkehr zum Leistungssport die alte Rangordnung wieder her, als sie sich bei der WM 1986 mit neuem Weltrekord über 1000 Meter und im Mehrkampf den Titel sicherte. Für Rothenburger blieb als Titelverteidigerin bzw. Mehrkampf-Weltrekordlerin nur der zweite Platz übrig. Zudem verlor sie einen Monat darauf auch ihren 500-Meter-Weltrekord an ihre Dauerrivalin. Bei der nächsten Auflage 1987 wurde Rothenburger von Kania erneut in die Schranken gewiesen, die sich damit ihren mittlerweile sechsten Sprinttitel sichern konnte. Mit der US-Amerikanerin Bonnie Blair musste sich die Dresdnerin einer weiteren Läuferin geschlagen geben, die zudem in der Folgezeit zu ihrer härtesten Konkurrentin aufsteigen sollte und noch in der gleichen Saison mit einem neuen 500-Meter-Weltrekord ein mögliches Ende der seit knapp zehn Jahren andauernden ostdeutschen Vorherrschaft auf dieser Strecke andeutete.

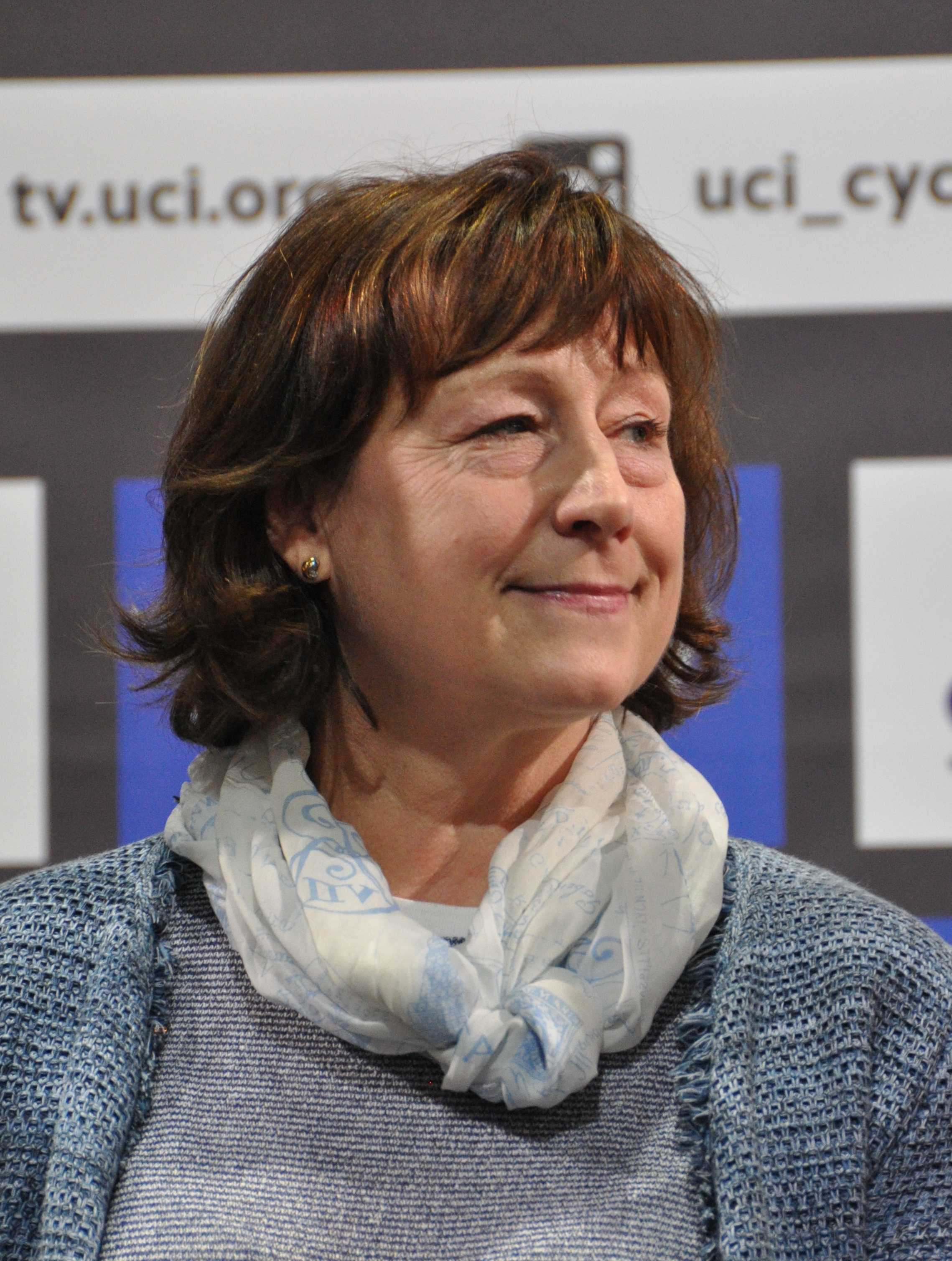
Christa Luding-Rothenburger (2020)

Mittlerweile wieder im Besitz des 500-Meter-Weltrekordes gelang es Christa Rothenburger in der Wintersaison 1987/88 endgültig aus dem sportlichen Schatten von Karin Kania herauszutreten, die ihre Karriere nach Saisonabschluss zu beenden gedachte. So konnte Rothenburger ihre Landsfrau Anfang Februar 1988 bei der Sprintweltmeisterschaft auf den Silber-Rang verweisen und somit ihren zweiten WM-Titel nach 1985 feiern.
Auch bei den anschließenden Olympischen Spielen platzierte sie sich sowohl über die 500- als auch über die 1000-Meter-Strecke jeweils mit neuem Weltrekord vor Kania, obwohl diese in beiden Rennen die besten Leistungen ihrer Karriere ablieferte und damit zumindest auf der längeren Distanz den Doppelsieg der DDR perfekt machte. Auf der kurzen Sprintdistanz blieb Rothenburger trotz ihrer Weltbestzeit eine weitere olympische Goldmedaille verwehrt, da die Titelverteidigerin von der später gestarteten Drittplatzierten der Sprint-WM, Bonnie Blair, noch um zwei Hundertstel Sekunden abgefangen wurde und somit ihren kurz zuvor aufgestellten Rekord wieder verlor. Bei der Schlussfeier der Spiele war sie Fahnenträgerin der Mannschaft der DDR.
Bei der Weltmeisterschaft 1989 musste sich Christa Luding – seit ihrer Hochzeit im April 1988 unter diesem Namen startend – erneut Bonnie Blair im Kampf um die Krone der weltbesten Sprinterin geschlagen geben. Während sich die US-Amerikanerin in den Folgejahren als weltbeste Sprinterin etablierte und später über 500 Meter als erste Frau unter 39 Sekunden bleiben sollte, neigte sich Ludings Laufbahn als Leistungssportlerin langsam dem Ende zu.
Nach einjähriger Abwesenheit aufgrund einer Babypause sah sie sich 1991 mit Monique Garbrecht und Anke Baier auch auf nationaler Ebene einer neuen Sprinter-Generation gegenüber, die es zu schlagen galt. Trotzdem war Christa Luding 1992 sowohl bei der Sprint-WM als auch bei den Olympischen Spielen noch einmal erfolgreichste deutsche Läuferin und holte dort zum Abschluss ihrer Karriere jeweils einmal Bronze. Dafür erhielt sie von Bundespräsident von Weizsäcker das Silberne Lorbeerblatt.
Ihre Eisschnelllauf-Karriere, in denen Christa Luding-Rothenburger über 13 Jahre hinweg zur Weltspitze zählte, umfasste neben zahlreichen Medaillen bei Olympischen Spielen und Weltmeisterschaften auch 16 Weltcupsiege. Darüber hinaus stellte Luding-Rothenburger zwischen 1981 und 1988 insgesamt sieben Weltrekorde über 500 und 1000 Meter sowie zwei Weltrekorde im Sprint-Mehrkampf auf.
Unter anderem durchbrach sie am 25. März 1983 auf der Hochgebirgsbahn von Medeo über 500 Meter als erste Frau der Welt die Schallmauer von 40 Sekunden (39,69 s). Ihre bei den Olympischen Spielen 1988 aufgestellte Bestmarke von 1:17,65 Minuten über die 1000 Meter hatte fast zehn Jahre Bestand und wurde erst in der „Klappschlittschuh-Ära“ unterboten.

### Weitere Erfolge
DDR-Meisterschaften – Sprint-Mehrkampf
- 3 × Gold (1981; 1982; 1983)
- 3 × Silber (1978; 1979; 1986)

DDR-Meisterschaften – Einzel
- 500 m
  - 5 × Gold (1980; 1985; 1986; 1988; 1989)
  - 1 × Silber (1984)
  - 1 v Bronze (1983)
- 1000 m
  - 4 × Silber (1980; 1986; 1988; 1989)
  - 2 × Bronze (1983; 1984)

Deutsche Meisterschaften – Sprint-Mehrkampf
- 1 × Gold (1992)

Deutsche Meisterschaften – Einzel
- 500 m
  - 1 × Gold (1991)
- 1000 m
  - 1 × Gold (1991)

### Bilder

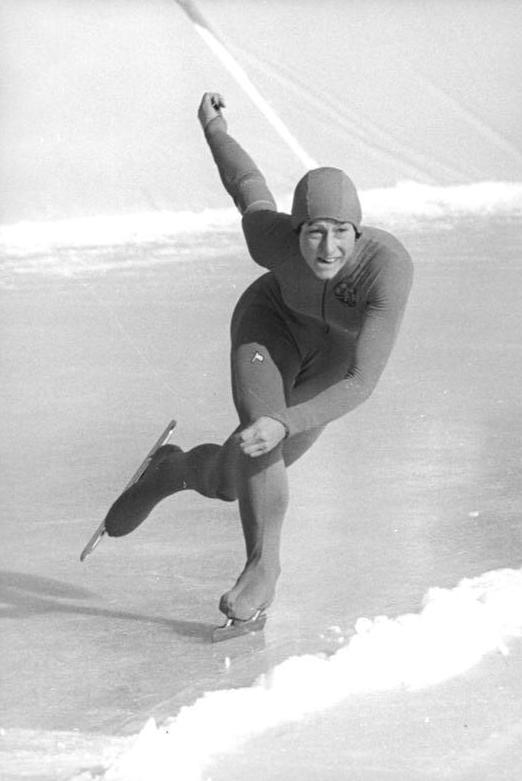
Christa Rothenburger bei einem früheren Wettkampf
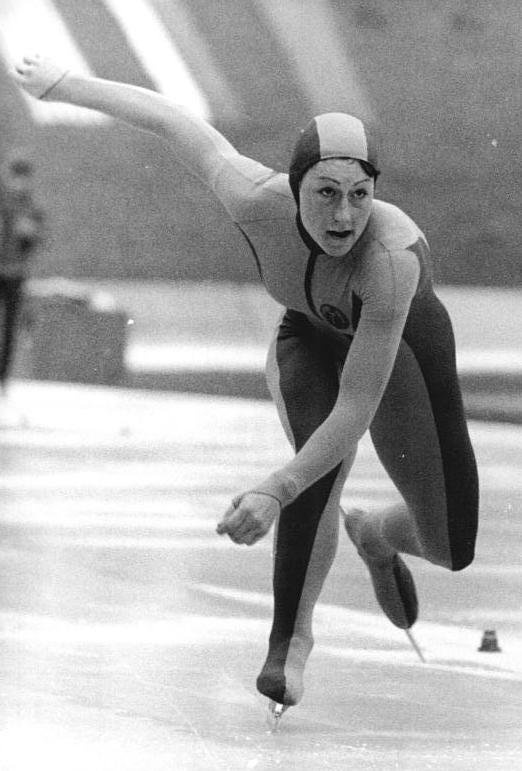
Christa Rothenburger bei ihrem Sieg beim Internationalen Dynamo-Cup 1982
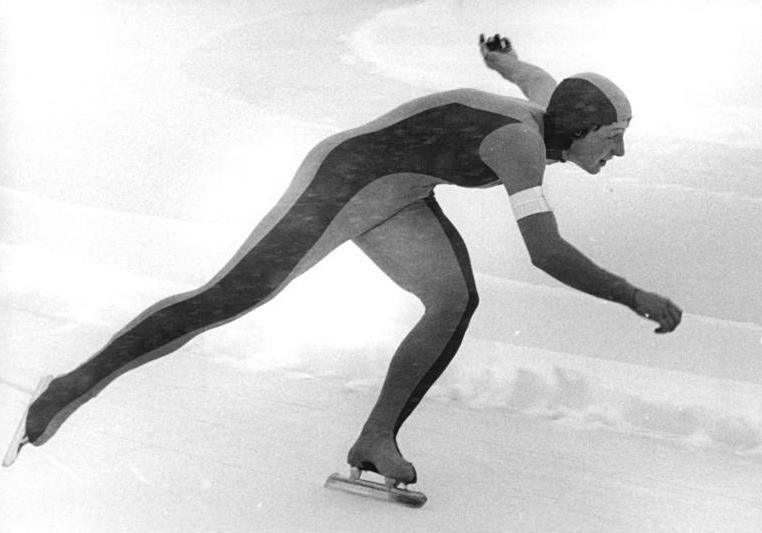
Christa Rothenburger bei der DDR-Mehrkampfmeisterschaft der Sprinter 1982
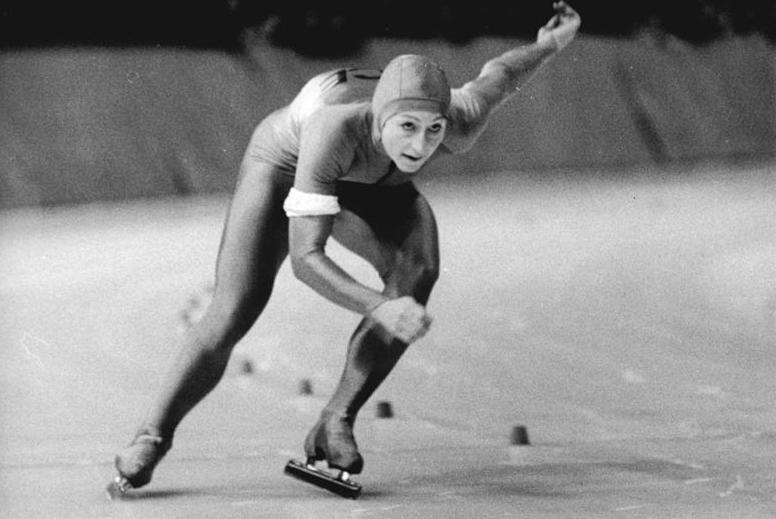
Christa Rothenburger 1988

## Radsport

### Karriere
Obwohl der Name Christa Rothenburger mit dem Eisschnelllaufen verbunden ist, kam der Dresdnerin ihr hervorragendes Sprintvermögen auch im Radsport zugute, der üblicherweise außerhalb der Wintersaison als Ausgleich betrieben wurde. Obwohl des Öfteren Athletinnen zwischen Eisschnelllauf und Bahnradsport gewechselt sind, hat bis heute nur noch die US-Amerikanerin Sheila Young eine ähnlich erfolgreiche Bilanz in beiden Sportarten aufzuweisen. So besiegte Rothenburger – mit 16 DDR-Meistertiteln im Sprint und Zeitfahren in den 1980er Jahren ohne ernsthafte nationale Konkurrenz – bei den Weltmeisterschaften 1986 die gesamte Sprint-Weltelite um Connie Paraskevin (USA) und Erika Salumäe (UdSSR).
Bei den nächsten Titelkämpfen 1987 unterstrich Rothenburger ihren Erfolg nochmals mit WM-Silber, diesmal hinter Salumäe. Die gebürtige Estin war es schließlich auch, die bei den Olympischen Sommerspielen 1988 Christa Rothenburger den historischen Triumph verwehrte, innerhalb eines Kalenderjahres Olympiasieger in einer Winter- als auch einer Sommersportart zu werden. Mit dem Gewinn der Silbermedaille im Bahnsprint schaffte es die mittlerweile als Luding verheiratete Athletin zumindest, als erste Frau sowohl bei Winter- als auch Sommerspielen olympisches Edelmetall zu gewinnen. 1986, 1987 und 1988 gelang es ihr, den Großen Preis der DDR im Bahnsprint zu gewinnen.

### Weitere Erfolge
DDR-Meisterschaften – Bahnradsport
- Sprint
  - 8 × Gold (1980; 1981; 1982; 1984; 1985; 1986; 1987; 1988)
- 500 m Zeitfahren
  - 8 × Gold (1980; 1981; 1982; 1984; 1985; 1986; 1987; 1988)
  - 1 × Silber (1979)
- 3000 m Einzelverfolgung
  - 1 × Silber (1980)

### Bilder

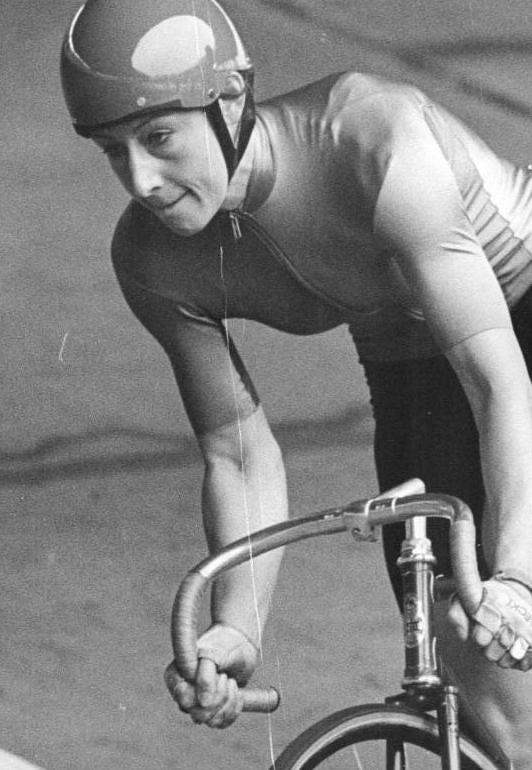
Christa Rothenburger bei den DDR-Bahnradmeisterschaften 1987 in Leipzig
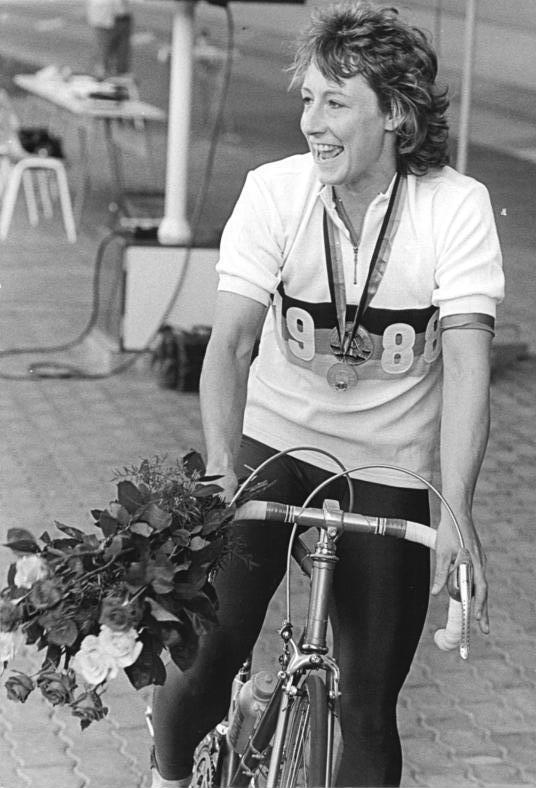
Christa Luding als Siegerin des Zeitfahrens bei den DDR-Bahnradmeisterschaften 1988 in Cottbus
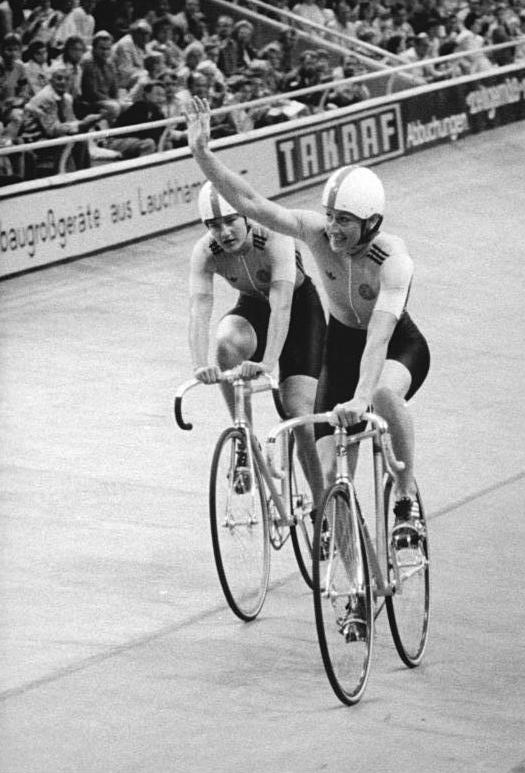
Christa Luding bei ihrem Sieg im Sprint beim Großen Preis der DDR 1988
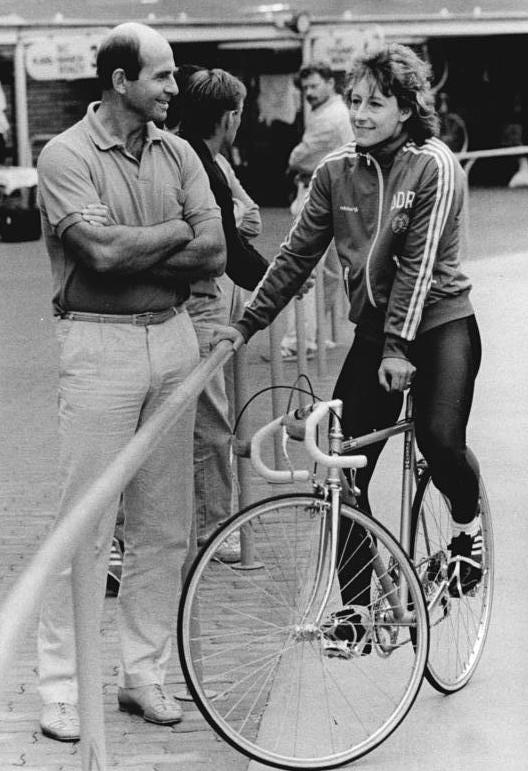
Christa Luding mit ihrem Ehemann und Trainer Ernst Luding

## Privates
Christa Luding-Rothenburger, die für den SC Einheit Dresden (ab 1990 für den Eissportclub Dresden; dessen Eisschnelllauf-Abteilung gehört seit 2001 dem Eislauf-Verein Dresden an) startete, ist gelernte Wirtschaftskauffrau und absolvierte ein Fernstudium an der DHfK Leipzig.
Im April 1988 heiratete sie ihren langjährigen Trainer Ernst Luding, der Ehe entstammen zwei Söhne. Mit Luding, der 2022 verstarb, gründete sie 1992 ein Transportunternehmen.

## Auszeichnungen
1984 und 1988 wurde Luding-Rothenburger mit dem Vaterländischen Verdienstorden in Gold ausgezeichnet. 1986 erhielt sie den Orden Stern der Völkerfreundschaft in Gold.